# Gaocheng-Observatorium

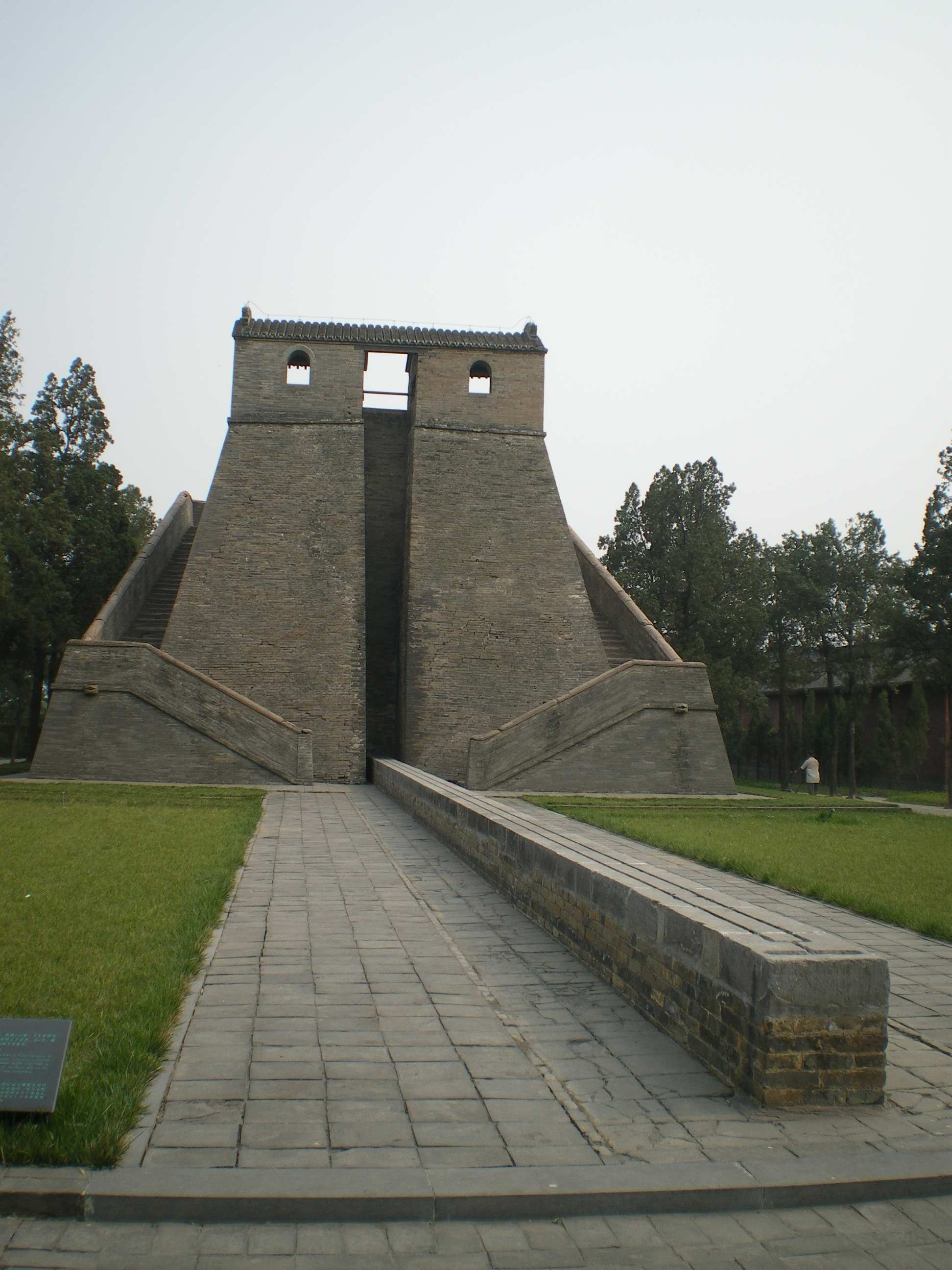
Das Gaocheng-Observatorium

Das Gaocheng-Observatorium ist eine historische Sonnen- und Sternwarte in der zentralchinesischen Provinz Henan. Sie heißt nach ihrem Standort im Dorf Gaocheng (chinesisch 告成), 8 km östlich der Stadt Dengfeng (登封) im Osten der heutigen Volksrepublik China. Die Beobachtungsstation geht auf die Zeit der Mongolen-Herrschaft zurück und ist das älteste in China erhaltene Observatorium.
Es wird auch als Altes Observatorium von Dengfeng (登封古观象台,  Dēngfēng gǔ guānxiàngtái) bezeichnet. In einem dem Andenken des Herzogs Zhou von der Westlichen Zhou-Dynastie geweihten Tempelbezirk ließ der Mongolenfürst Kublai Khan 1276 in der frühen Yuan-Dynastie das erste von 27 Großobservatorien für die Erstellung des neuen Shoushi-Kalenders errichten. An der Position dieser historischen Sternwarte hatte schon Zhou Gong im 11. Jahrhundert v. Chr. einen großen Gnomon (Schattenstab) errichtet. Ein kleinerer Vorgänger aus der Tang-Dynastie zur Erstellung des Da-Yan-Kalenders ist ebenfalls zu sehen.
Seit 2010 ist das Observatorium als Teil der Monumente Dengfengs als UNESCO-Welterbe anerkannt.

## Westliche Zhou-Dynastie
Nach chinesischer Überlieferung hatte schon Herzog Zhou Gong Dan, der um 1100 v. Chr. lebte, hier einen Gnomon zur Beobachtung des Laufs der Sonne aufgestellt. Sein Interesse an Mathematik und Astronomie/Astrologie ist dokumentiert in einem der ältesten chinesischen Sammlungen mathematischer Aufgaben "Zhoubi suanjing" (Gnomon der Zhou), die er darin dem Beamten Shang Gao stellt. Darunter ist auch die Berechnung des Sonnenstandes aus dem Schatten des Gnomons, also eine Theorie der horizontalen Sonnenuhr.

## Tang-Dynastie
In der Tang-Dynastie sollte der Einfluss der elliptischen Bahn der Erde in die Kalenderberechnung aufgenommen werden. Zur dazu notwendigen Bestimmung der Zeitgleichung ließ der Astronom Yi Xing (一行) (683 – 727) 20 Sonnenobservatorien mit standardisierten „8-Chi“-Gnomonen (ca. 1,98 m) über ganz China und Nordvietnam verteilt errichten. Auf den Daten beruht der Da-Yan-Kalender von 729 n. Chr.
Einem Vorschlag des Astronomen Liu Zhuo aus dem Jahr 604 folgend, wurden 10 der Gnomone etwa entlang des Meridians 114° östlich Greenwich von Zentralasien bis nach Huế in Vietnam verteilt, um Größe und etwaige Abweichung der Erde von der Kugelgestalt zu bestimmen. Einer dieser Gnomone stand in Gaocheng. Bedingt durch die Schwierigkeit, den Kernschatten zu erkennen, bestimmte man den Meridiangrad zu 131,29 km statt des modernen Wertes von 111,12 km. Die gleiche Idee liegt der Definition des Meters zugrunde.

## Yuan-Dynastie
Wie fast alle neu an die Macht gekommenen Dynastien in China beabsichtigte auch der Großchan Kublai Khan, der Begründer der Yuan-Dynastie, einen verbesserten Kalender erarbeiten zu lassen. Dazu ließ er mehrere Sonnenobservatorien errichten. Das erste erbauten die Astronomen Guo Shoujing (1231–1316) und Wang Xun (1235–1281) 1276 in Gaocheng, um den Lauf der Sonne und Sterne zu verfolgen. Es besteht aus 2 Teilen, einem Turm mit 2 Kabinen und dem "Shigui" ("Maßstab zum Vermessen des Himmels" genannt). Die Turmplattform hat eine Höhe von 9,46 m, zusammen mit den beiden Messhütten 12,62 m. Der unkonventionelle Gnomon besteht aus einer Stange in "40 Chi" (ca. 10 m) Höhe, die zwischen den beiden Hütten gespannt ist. 

Die Länge ihres Schattens wird zur Mittagszeit auf dem "Shigui" abgelesen. Er ist entlang des Meridians ausgerichtet und besteht aus 36 Steinplatten mit zwei parallelen Wasserrinnen, die als Wasserwaage dienen. Seine Maße sind 31,19 m Länge und 0,53 m Breite. Zur Vermeidung der Ablesefehler durch die Schwierigkeit, den Übergang zwischen Kern- und Halbschatten zu erkennen, der die Messungen der Tang-Zeit behinderte, wird eine Lochblende auf den Steinplatten platziert. Die Länge des Schattens zur Wintersonnenwende beträgt etwa 31 m. Diese Strecke kann mit einer Unsicherheit von lediglich 2 mm bestimmt werden.
Diese hochpräzisen Messungen wurden für den Shoushi-Kalender von 1281 verwandt, der 364 Jahre gültig blieb. Das Tropische Jahr wurde zu 365 Tagen 5 Stunden 49 Minuten und 20 Sekunden bestimmt. Dies entspricht fast genau der Jahreslänge des Gregorianischen Kalenders von 1583. 

1787 verwandte Pierre-Simon Laplace diese Messungen, um seine Berechnungen der säkularen Änderungen der Ekliptikschiefe und der Exzentrizität der Erdbahn zu überprüfen.
Der Bruder Kublai Chans, der Ilchan Hülegü, hatte schon 1259 die Sternwarte Rasad-e-Chan im Nordiran für den Astronomen Nasīr ad-Dīn at-Tūsī errichten lassen, an der auch chinesische Astronomen wirkten.